# Сейсмічність Киргизстану
Територія Киргизстану належить до областей підвищеної сейсмічності.

## Загальна характеристика
Зони найсильніших землетрусів розташовуються вздовж хребтів Киргизького, Кунгей-Ала-Тоо, Заілійського та на стику Чаткальського і Ферганського хребтів. Найпоширеніші вогнища землетрусів на глибині 5-15 км. Сейсмічність території зумовлена особливостями просторового розподілу, спрямованістю та інтенсивністю вияву неотектонічних рухів, що переробляють древню складчасто-брилову структуру.
Сейсмічно активними є перикліналі асиметричних антикліналей, зростання яких супроводжується виникненням розривів, що обмежують круті крила структур. До сейсмічно спокійних належать центральні ділянки западин, де рухи негативного знаку ще не змінилися на позитивні. Сильні землетруси в Північному Тянь-Шані можливі на Південно-Чуйській і Кеміно-Чилікській ділянках, на півдні Киргизстану — на Чаткало-Атойнокській ділянці.

## Землетруси XXI століття

### 2008
5 жовтня, у вечірній час, в Киргизстані стався сильно помірний (за шкалою інтенсивності МSK-64) землетрус магнітудою 6,6 балів (за шкалою Ріхтера). Американські фахівці стверджують, що епіцентр землетрусу, який відчували мешканці Середньої Азії, знаходився у Таджикистані. Проте, в результаті землетрусу, на півдні Киргизстану було зруйновано понад 100 будівель, загинуло більше 70 людей, десятки інших громадян - отримали поранення.

### 2024
23 січня, о 00:09 за алматинським часом (о 20:09 за київським часом), на південному узбережжі озера Іссик-Куль стався сильно помірний (за шкалою інтенсивності МSK-64) землетрус магнітудою 6,7 балів (за шкалою Ріхтера). Епіцентр землетрусу знаходився за 264 км на південний схід від Алмати на кордоні Киргизстану та Казахстану. Гіпоцентр землетрусу залягав на глибині 65 км. За повідомленням Європейського середземноморського сейсмологічного центру (ЄССЦ), приблизно (о 20:45 за київським часом) відчувалися повторні поштовхи магнітудою 2-3 бали (за шкалою Ріхтера).

### 2025
11 травня, о 03:03 (за місцевим часом), в Киргизстані стався сильно відчутний (за шкалою інтенсивності МSK-64) землетрус магнітудою 4,0 балів (за шкалою Ріхтера). Епіцентр землетрусу знаходився в Джалал-Абадській області. Землетрус відчувався також в сусідньому Узбекистані.